# Амнезия (фильм, 2004)
«Амнезия» (англ. Twisted) — американский триллер 2004 года режиссёра Филипа Кауфмана по сценарию Сары Торп. В главных ролях Эшли Джадд, Сэмюэл Л. Джексон и Энди Гарсиа. Съёмки проводились в Сан-Франциско.

## Сюжет
Джессика — офицер полиции, чей отец был убит серийным убийцей. Расследуя убийства, совершённые серийным убийцей, она оказывается в центре собственного расследования, после того как обнаруживает, что все жертвы являются её бывшими любовниками. И она берется за дело.. Но вскоре понимает, что она следующая жертва.....

## В ролях
| Актёр                | Роль                  |
| -------------------- | --------------------- |
| Эшли Джадд           | Джессика Шепард       |
| Сэмюэл Л. Джексон    | Джон Миллс            |
| Энди Гарсиа          | Майк Делмарко         |
| Дэвид Стрэтэйрн      | детектив Мелвин Фрэнк |
| Расселл Вонг         | лейтенант Тонг        |
| Кэмрин Мангейм       | Лиза                  |
| Марк Пеллегрино      | Джимми Шмидт          |
| Титус Уэлливер       | Дэйл Бекер            |
| Д.В. Моффетт         | Рэй Портер            |
| Ричард Т. Джонс      | Уилсон Джефферсон     |
| Лиленд Орсер         | Эдмунд Катлер         |
| Джеймс Оливер Баллок | Джон Флэнаган         |
| Уильям Холл          | Чип Маршалл           |
| Джо Дер              | Ларри Гебер           |
| Джим Хечим           | Боб Шерман            |